# Zacharias Carl Borg
Zacharias Carl Borg er en kortfilm instrueret af Kenneth Kainz efter manuskript af Kenneth Kainz og Anders Thomas Jensen.

## Handling
Zacharias Carl Borg er en maler, der levede for hundrede år siden. Hans yndlingsmotiv er hans kæreste, der sidder i en båd på søen. Båden kæntrer, kæresten falder i vandet, Zacharias springer i vandet efter hende, de forsvinder begge. Det ufuldendte maleri står tilbage på søbredden. Vi følger Zacharias ned gennem vandet og op igen, da han hundrede år efter dukker op midt i et springvand i København - netop som en stor udstilling med Zacharias' malerier udstilles på Statens Museum for Kunst. Blandt de udstillede malerier er det ufuldendte, som Zacharias til bestyrtelse for alle mener, han bør fuldende.